# Chevrolet Biscayne
Chevrolet Biscayne – samochód osobowy klasy wyższej produkowany pod amerykańską marką Chevrolet w latach 1958–1972.

## Pierwsza generacja

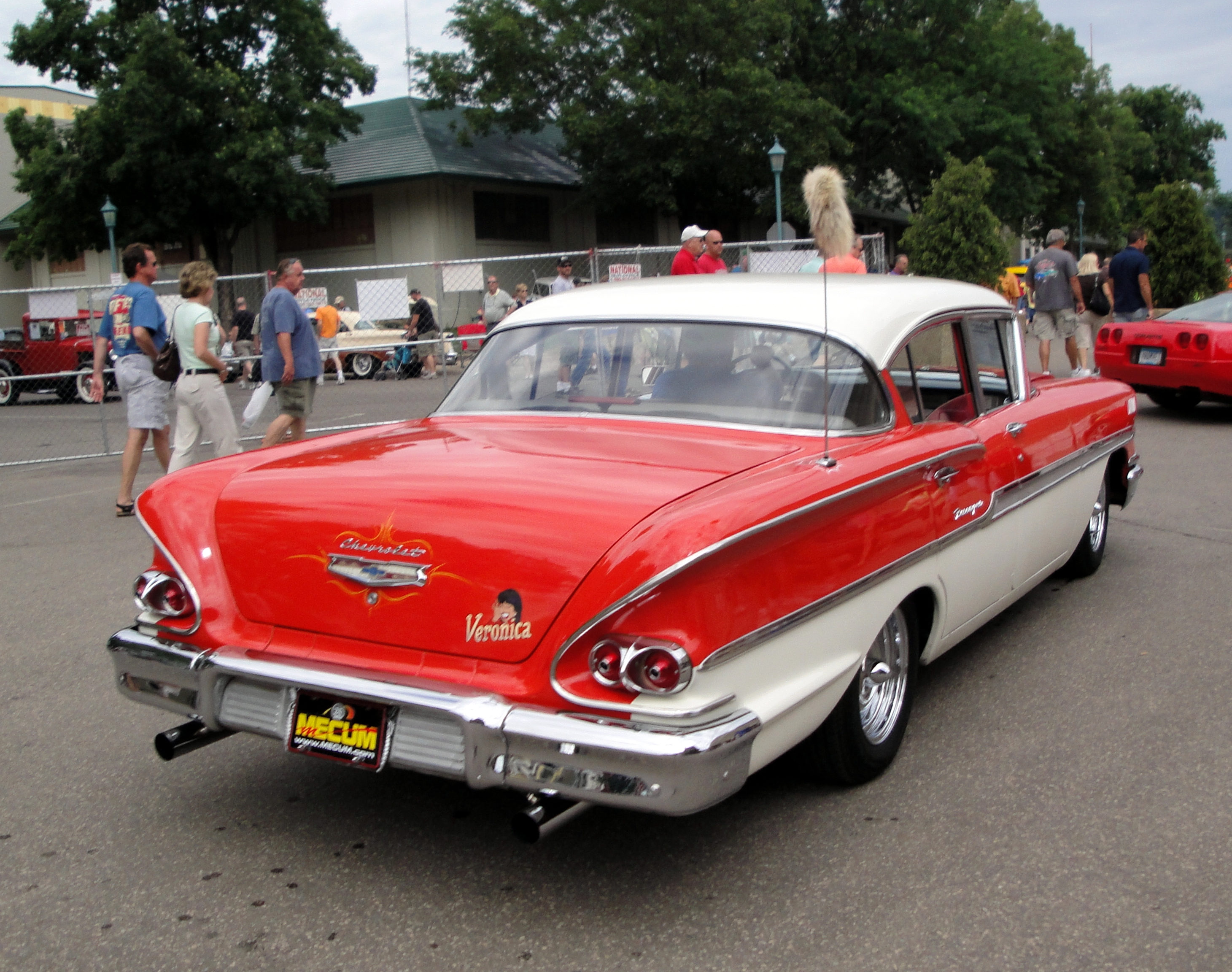
Chevrolet Biscayne I - tył

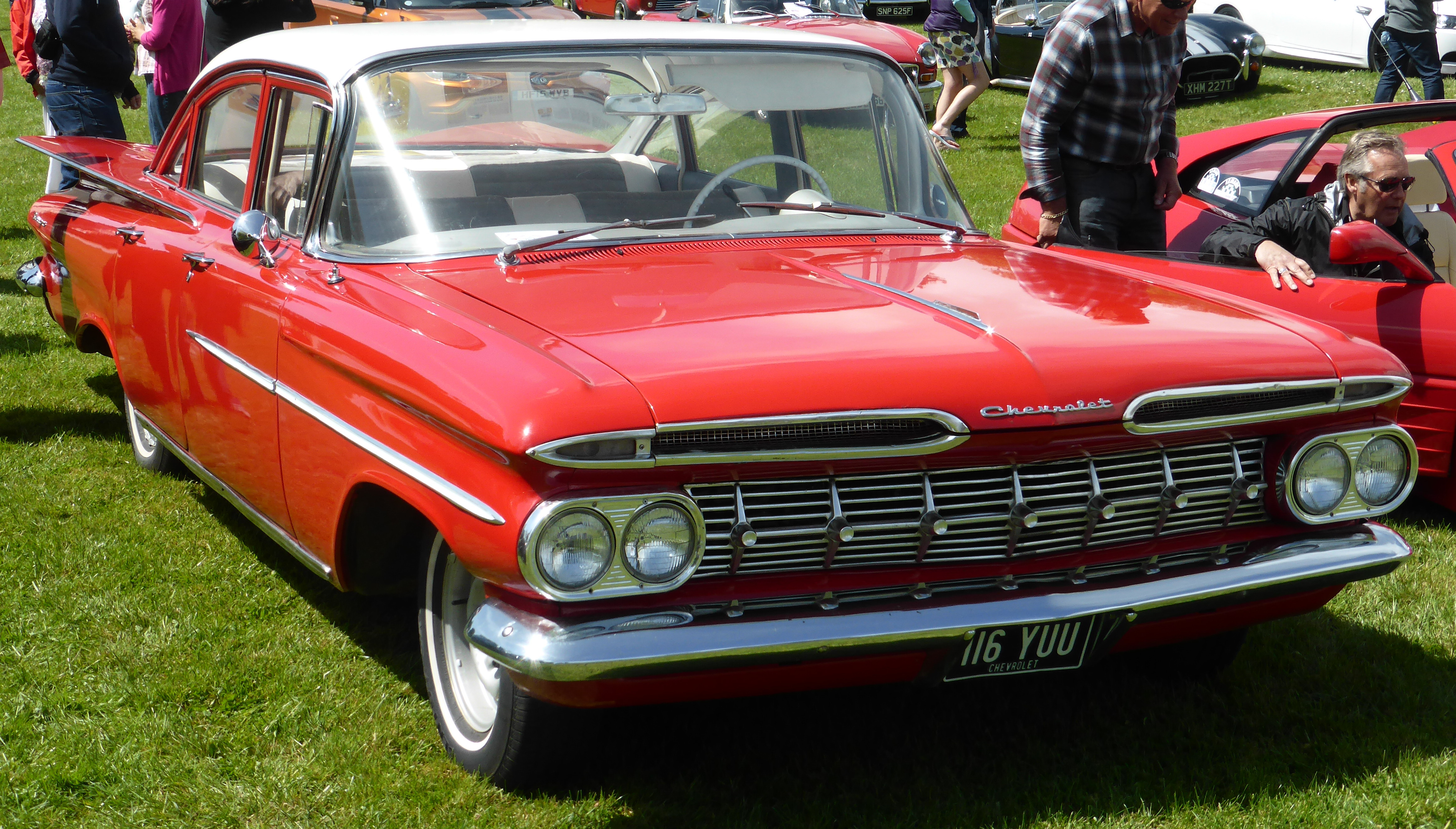
Chevrolet Biscayne I po liftingu

Chevrolet Biscayne I został zaprezentowany po raz pierwszy w 1958 roku.
Pierwotnie model Biscayne miał poszerzyć ofertę Chevroleta jako model skierowany wyłącznie do nabywców flotowych, jednak ostatecznie producent zdecydował się go przeznaczyć do sprzedaży także wśród osób prywatnych. Samochód miał oferować właściwości pełnowymiarowego pojazdu przy stosunkowo korzystnej cenie i mocnych jednostkach napędowych.

### Restylizacje
Podczas dwuletniej obecności rynkowej, pierwsza generacja Biscayne przeszła dwie obszerne restylizacje, z czego ta z 1959 roku przyniosła szczególnie rozległe zmiany zarówno w kształcie pasa przedniego, jak i tylnej części nadwozia. Samochód zyskał awangardowe przetłoczenia na czele wyraźnie zarysowanymi nadkolami i wąskimi, nisko osadzonymi lampami przednimi oraz tylnymi.

### Dane techniczne (R6 4.1)
- R6 4,1 l (4097 cm³), 2 zawory na cylinder, OHV
- Układ zasilania: gaźnik
- Średnica cylindra × skok tłoka: 98,20 mm × 89,60 mm
- Stopień sprężania: 8,5:1
- Moc maksymalna: 112 KM (82 kW) przy 3800 obr./min
- Maksymalny moment obrotowy: 251 N•m przy 1600 obr./min

## Druga generacja

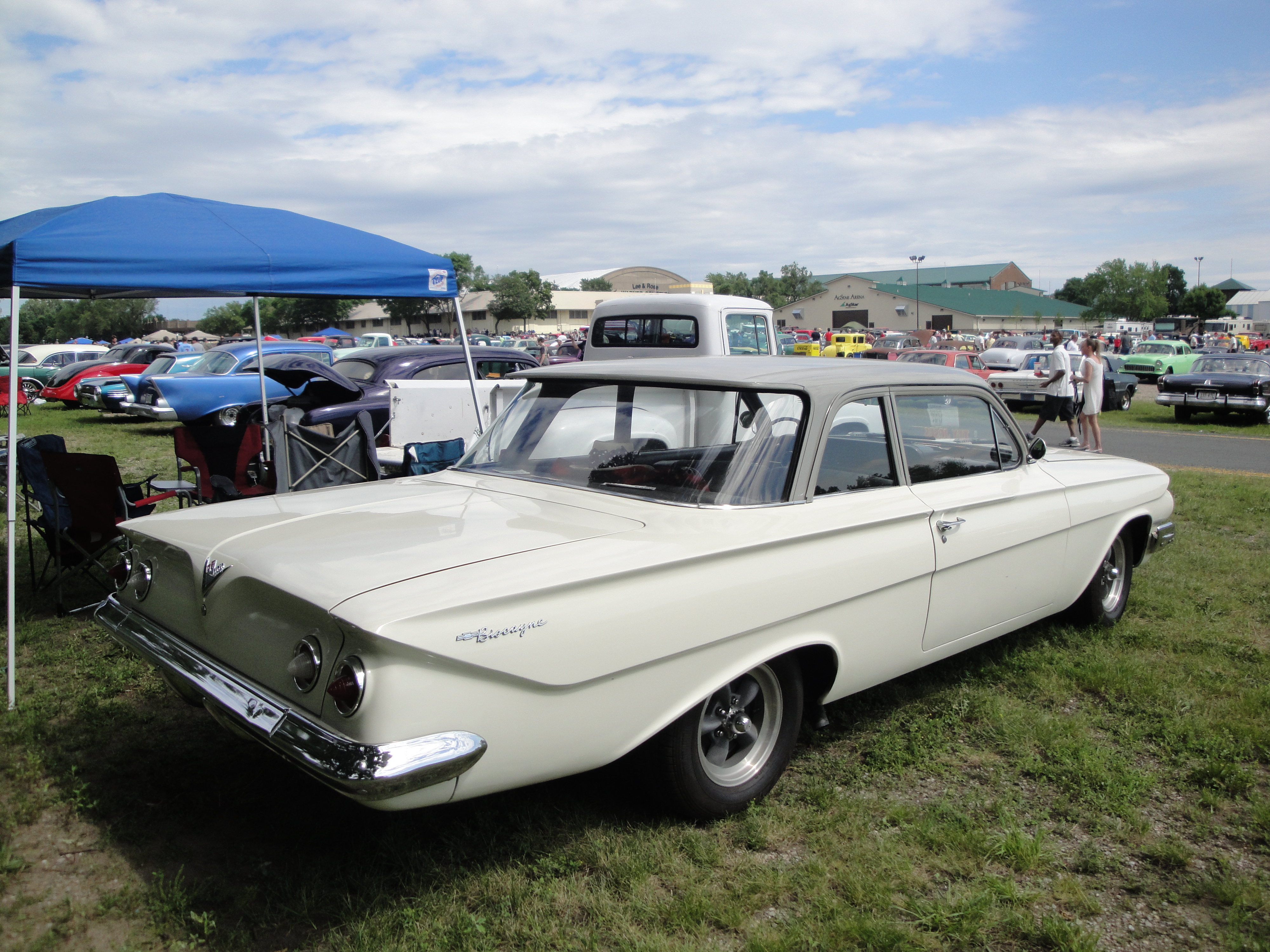
Chevrolet Biscayne II - tył

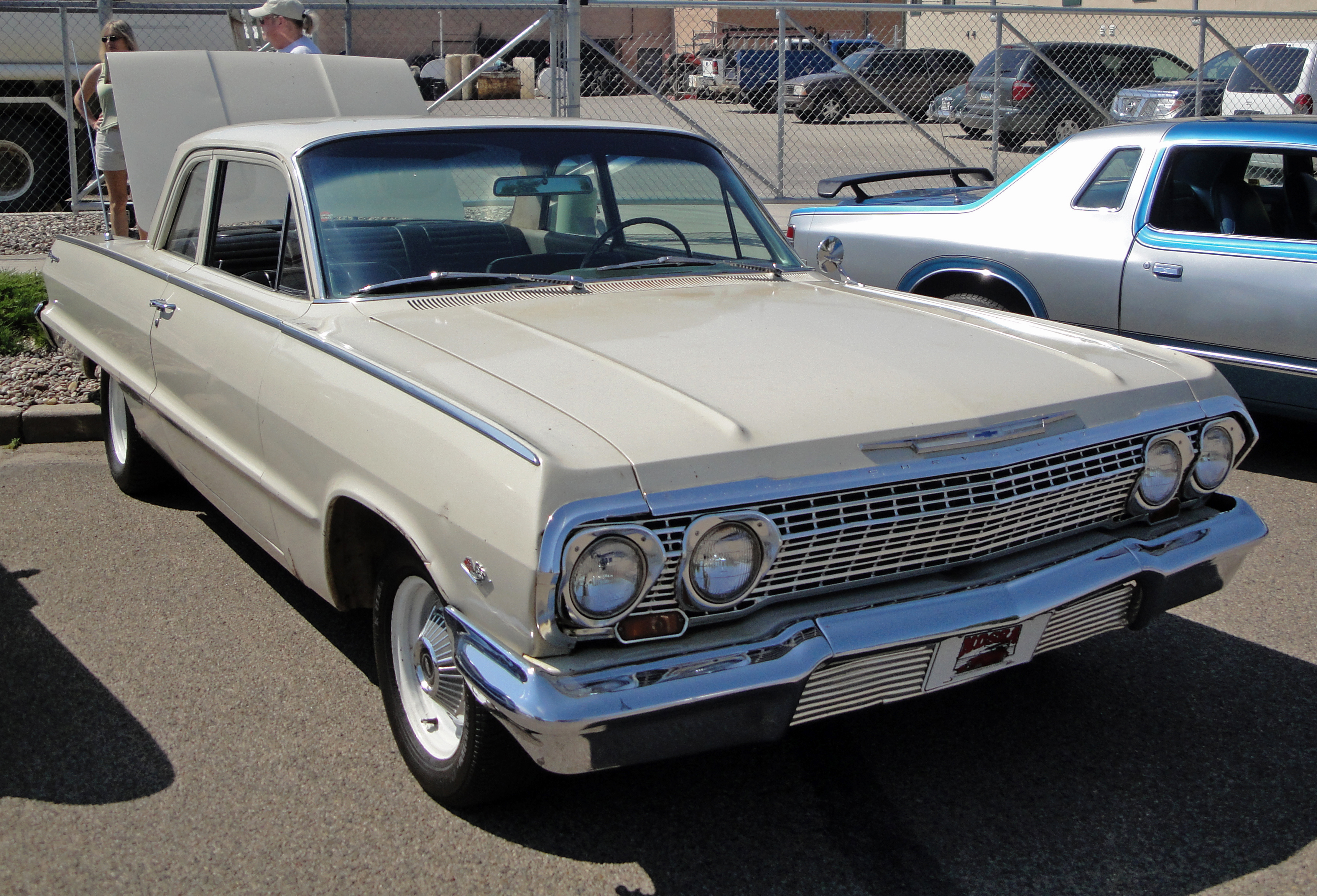
Chevrolet Biscayne II po liftingu

Chevrolet Biscayne II został zaprezentowany po raz pierwszy w 1960 roku.
Druga generacja Biscayne przeniosła obszerne zmiany w sylwetce nadwozia, które utrzymano w bardziej ujednoliconych i stonowanych kształtach. Producent nie zrezygnował jednak i za awangardowych zabiegów stylistycznych na czele z przetłoczeniem łączącym pas przedni z błotnikiem, a także charakterystycznym trójkątnym wcięciem w centralnym punkcie klapy bagażnika. Akcentami tymi Biscayne został upodobniony do pokrewnych konstrukcji tej wielkości w ofercie Chevroleta na początku lat 60. XX wieku.

### Restylizacje
Największe zmiany stylistyczne podczas cyklu rynkowego drugiej generacji Chevroleta Biscayne przyniosła modernizacja na rok 1963. Samochód zyskał wówczas bardziej kanciaste proporcje, odchodząc od dotychczasowo awangardowo ukształtowanych przetłoczeń.

### Dane techniczne (V8 5.7)
- V8 5,7 l (5736 cm³), 2 zawory na cylinder, OHV
- Układ zasilania: gaźnik
- Średnica cylindra × skok tłoka: 101,60 mm × 88,39 mm
- Stopień sprężania: 8,5:1
- Moc maksymalna: 167 KM (123 kW) przy 4000 obr./min
- Maksymalny moment obrotowy: 380 N•m przy 2400 obr./min

## Trzecia generacja

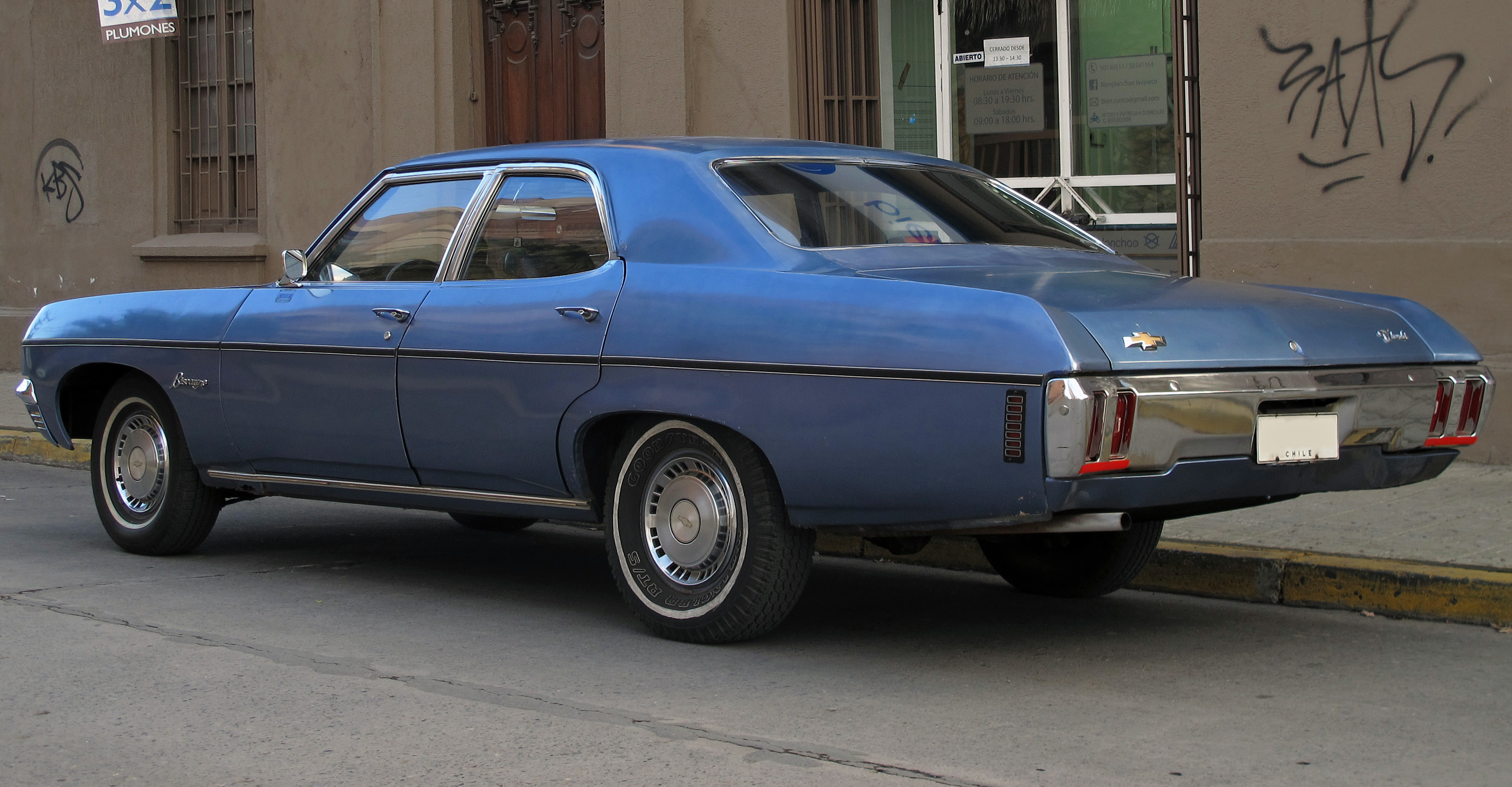
Chevrolet Biscayne III - tył

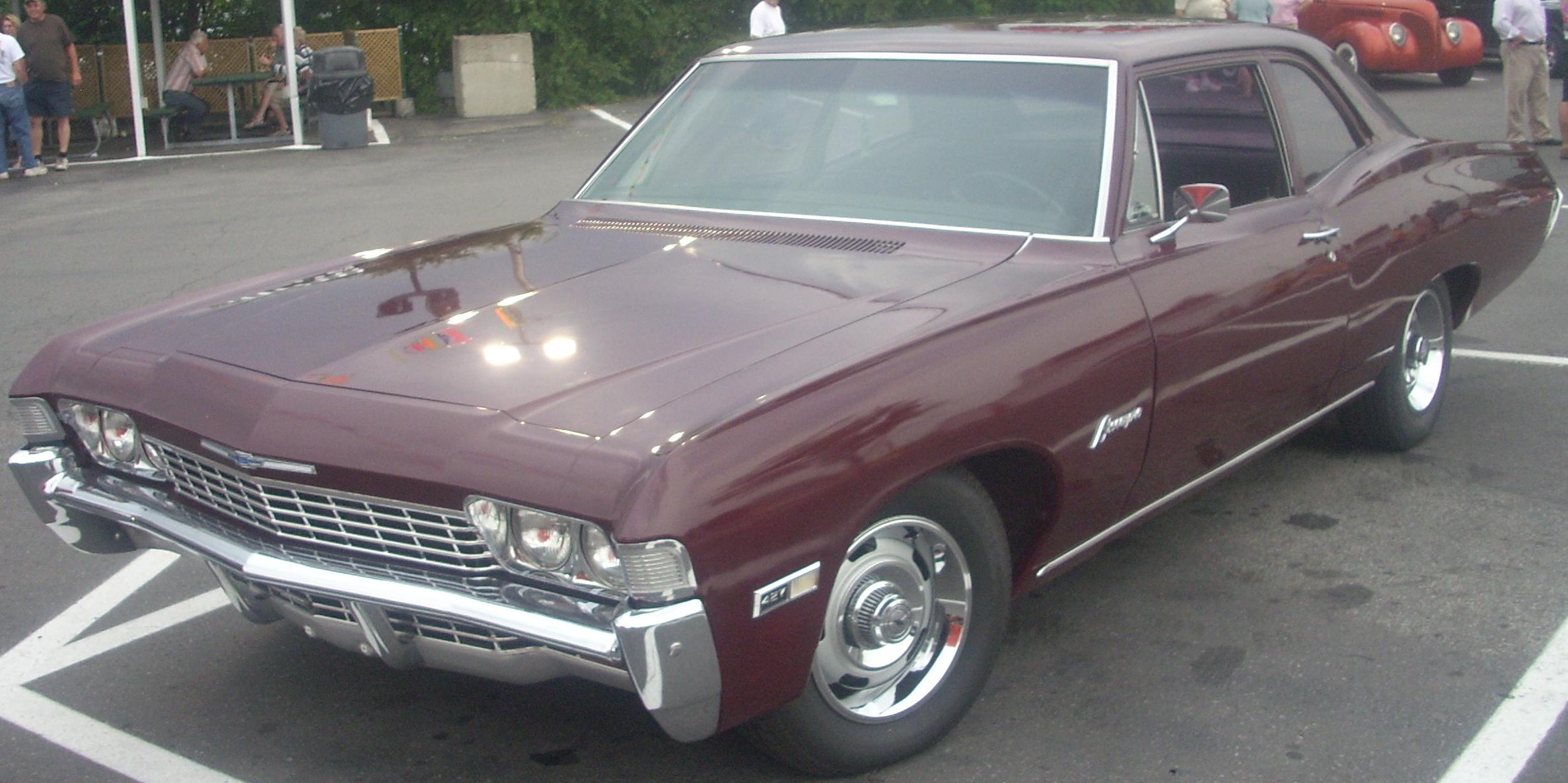
Chevrolet Biscayne III po liftingu

Chevrolet Biscayne III został zaprezentowany po raz pierwszy w 1965 roku.
Trzecia generacja modelu Biscayne przyniosła zmiany zarówno pod kątem technicznym, jak i wizualnym. Pojawiła się nowa, obszerna gama jednostek typu V8, a także utrzymana w nowych proporcjach karoseria. 
Zyskała ona charakterystyczne, wysoko poprowadzoną linię błotników i stosunkowo wąskie, niewielkie szyby podobne do nie tylko do pokrewnych modeli Bel Air i Impala, ale i wobec konkurencyjnego Forda LTD. Innym specyficznym elementem był duży, chromowany tylny zderzak z umieszczonymi w nim wąskimi, dwuczęściowymi lampami.

### Restylizacje
Największe zmiany w stylizacji podczas obecności trzeciej generacji Chevroleta Biscayne na rynku pojazd przeszedł w 1968 roku. Wówczas pojawił się zupełnie nowy wygląd pasa przedniego z charakterystycznymi, wysuniętymi względem atrapy chłodnicy kształt kanciastych błotników.

### Silniki
- L6 3.8l
- L6 4.1l
- V8 4.6l
- V8 5.0l
- V8 5.4l
- V8 5.7l
- V8 7.0l
- V8 7.4l

## Czwarta generacja

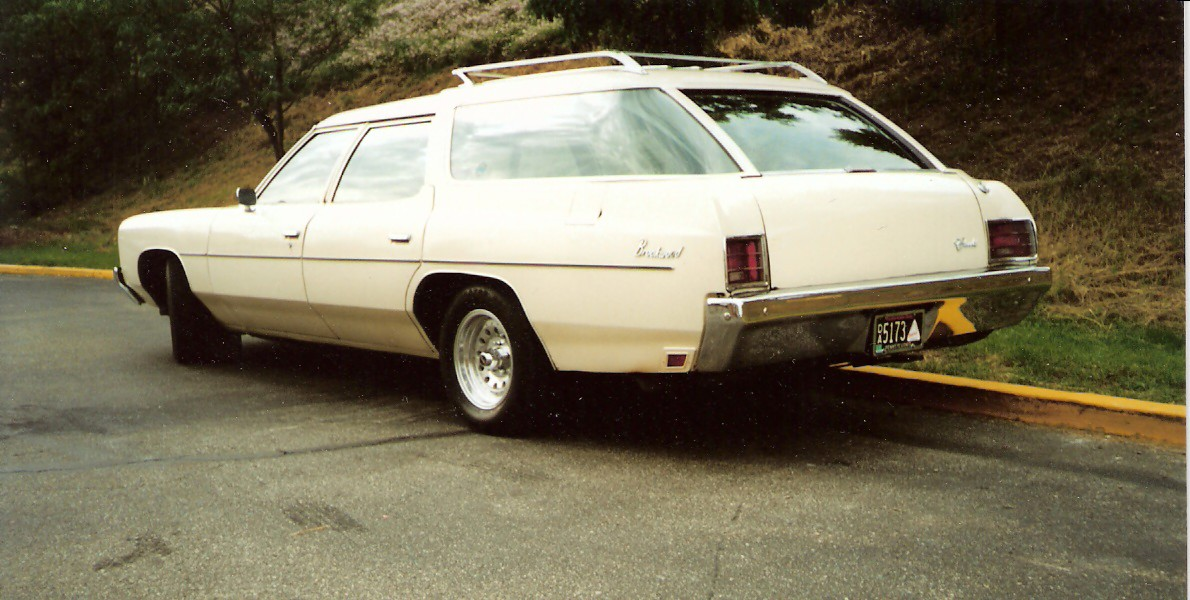
Chevrolet Biscayne IV - tył

Chevrolet Biscayne IV został zaprezentowany po raz pierwszy w 1970 roku.
Czwarta i zarazem ostatnia generacja Biscayne przeszła ewolucyjny zakres zmian w stosunku do poprzednika. Samochód zachował masywną karoserię z wyraźnie zaznaczonymi, szerokimi i podłużnymi bryłami. Nowatorskim rozwiązaniem zostały wąskie, podłużne tylne lampy, a także duża, szeroka atrapa chłodnicy ze szpiczastym zakończeniem maski. Samochód ponownie był identyczny względem pokrewnego modelu Impala, a także Caprice i Brookwood.
Po zakończeniu produkcji Biscayne IV w 1975 roku, Chevrolet nie zdecydował się na kontynuowanie tej linii modelowej, koncentrując się na modelu Bel Air.

### Silniki
- L6 4.1l
- V8 5.7l
- V8 6.6l
- V8 7.4l